# Scott Vanstone
Scott A. Vanstone, né le 14 septembre 1947 et mort le 2 mars 2014 as Milton, était un mathématicien et cryptographe canadien, travaillant à la faculté de mathématiques de l'Université de Waterloo. Il a été membre de l'école du Centre de recherche appliquée en cryptographie (en) et a également été l'un des fondateurs de la société de cybersécurité Certicom.

## Biographe
Il a obtenu son doctorat en 1974 à l'Université de Waterloo et, pendant environ une décennie, a travaillé principalement sur la théorie de la conception combinatoire, les géométries finies et les corps finis. Dans les années 1980, il a commencé à travailler dans la cryptographie. Un des premiers résultats de Vanstone (en collaboration avec Ian Blake, R. Fuji-Hara et Ron Mullin) était un algorithme amélioré pour le calcul des logarithmes discrets dans les champs binaires, qui a inspiré Don Coppersmith à développer son célèbre exp(n^{1 /3+ε}) algorithme (où n est le degré du champ).
Vanstone a été l'un des premiers à voir le potentiel commercial de la cryptographie sur les courbes elliptiques (ECC), et une grande partie de ses travaux ultérieurs a été consacrée au développement d'algorithmes, de protocoles et de normes ECC. En 1985, il a cofondé Certicom, qui est devenu plus tard le principal développeur et promoteur d'ECC.
Vanstone est l'auteur ou le coauteur de cinq livres largement utilisés et de près de deux cents articles de recherche, et il détient plusieurs brevets.

## Prix et distinctions
Il était membre de la Société royale du Canada et membre de l'Association internationale pour la recherche en cryptologie. En 2001, il a remporté le prix RSA pour l'excellence en mathématiques (en), et en 2009, il a reçu le Catalyst Award du premier ministre de l'Ontario pour l'ensemble de ses réalisations en matière d'innovation.
Il est décédé le 2 mars 2014 peu après un diagnostic de cancer,.